# Beatrix
Beatrix is een vrouwelijke voornaam, afgeleid van het Latijn (een samentrekking van Beata en Viatrix) en betekent "gezegende vrouw", "gelukkige vrouw" of "gelukbrengster". De Spaanse en Italiaanse namen Beatriu, Beatri(t)z en Beatrice zijn hiervan afgeleid. Ook Beatrijs is een variant op deze naam. Beatrix wordt soms afgekort tot Trix.

## Bekende naamdraagsters

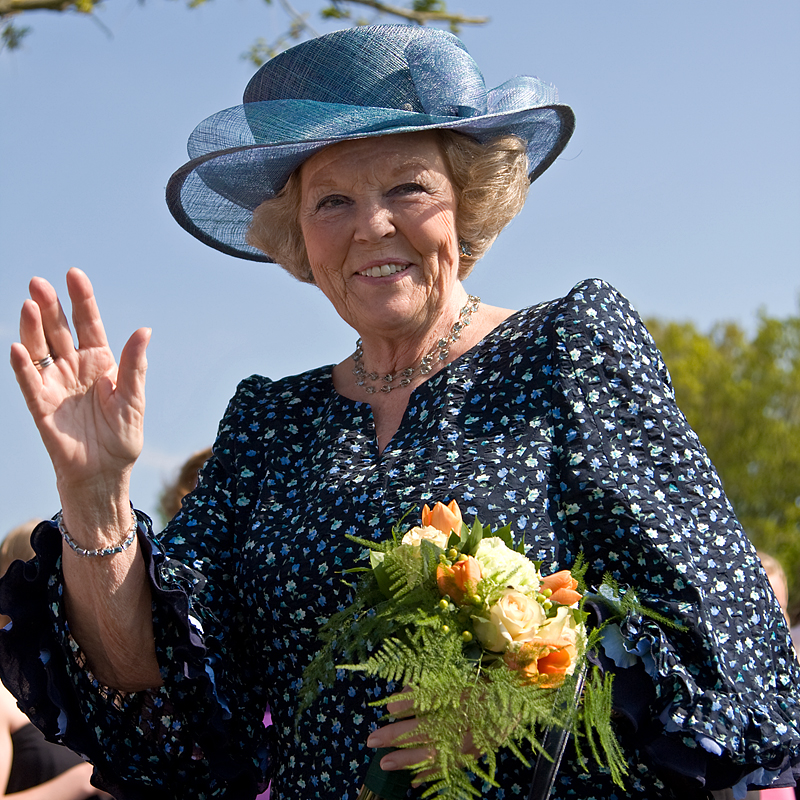
Prinses Beatrix der Nederlanden

- Prinses Beatrix der Nederlanden; naar haar is genoemd:
  - Staatsmijn Beatrix

- Een Romeinse martelares en heilige: Simplicius, Faustinus en Beatrix
- Sint Beatrix d'Ornacieux
- Beatrix I van Bourgondië, keizerin van het Heilige Roomse Rijk
- Beatrix II van Bourgondië, gravin van Bourgondië
- Beatrix van Castilië (1242-1303), koningin van Portugal
- Beatrix van Castilië (1293-1359), koningin van Portugal
- Beatrix d'Este († 1226)
- Beatrix van Este († 1262)
- Beatrix van Lens († na 1216)
- Beatrix van Limburg († na 1164), stammoeder van het huis Nassau
- Beatrix van Lotharingen, moeder van Beatrix I van Bourgondië
- Beatrijs van Nazareth of Gezegende Beatrix († 1269), ook Beatrix van Aa
- Beatrix van Provence, gravin van Provence
- Beatrix van Silezië, koningin-gemaal van het Heilige Roomse Rijk
- Beatrix Boulsevicz, Hongaars topzwemster
- Beatrice Portinari, muze van Dante Alighieri
- Beatrix Potter, Brits kinderboekenschrijfster
- Beatrix de Rijk, eerste Nederlandse pilote
- Beatrix de Rijke, Dordtse vondelinge
- Beatrix Schuba, voormalig Oostenrijks kunstschaatsster
- Beatrix de Roos of Trix de Roos, Nederlands politica
- Beatrix Meulman of Bea Meulman, Nederlands actrice

## Andere
- (83) Beatrix, planetoïde
- BeatrIX, Linuxdistributie
- Jean-Guillaume Béatrix, Frans biatleet
- Hr.Ms. Beatrix (1946) - sleepboot